# Matra MS650
La Matra MS650 è una vettura da competizione che corse nel campionato mondiale sportprototipi negli anni 1969 e 1970.

## La vettura

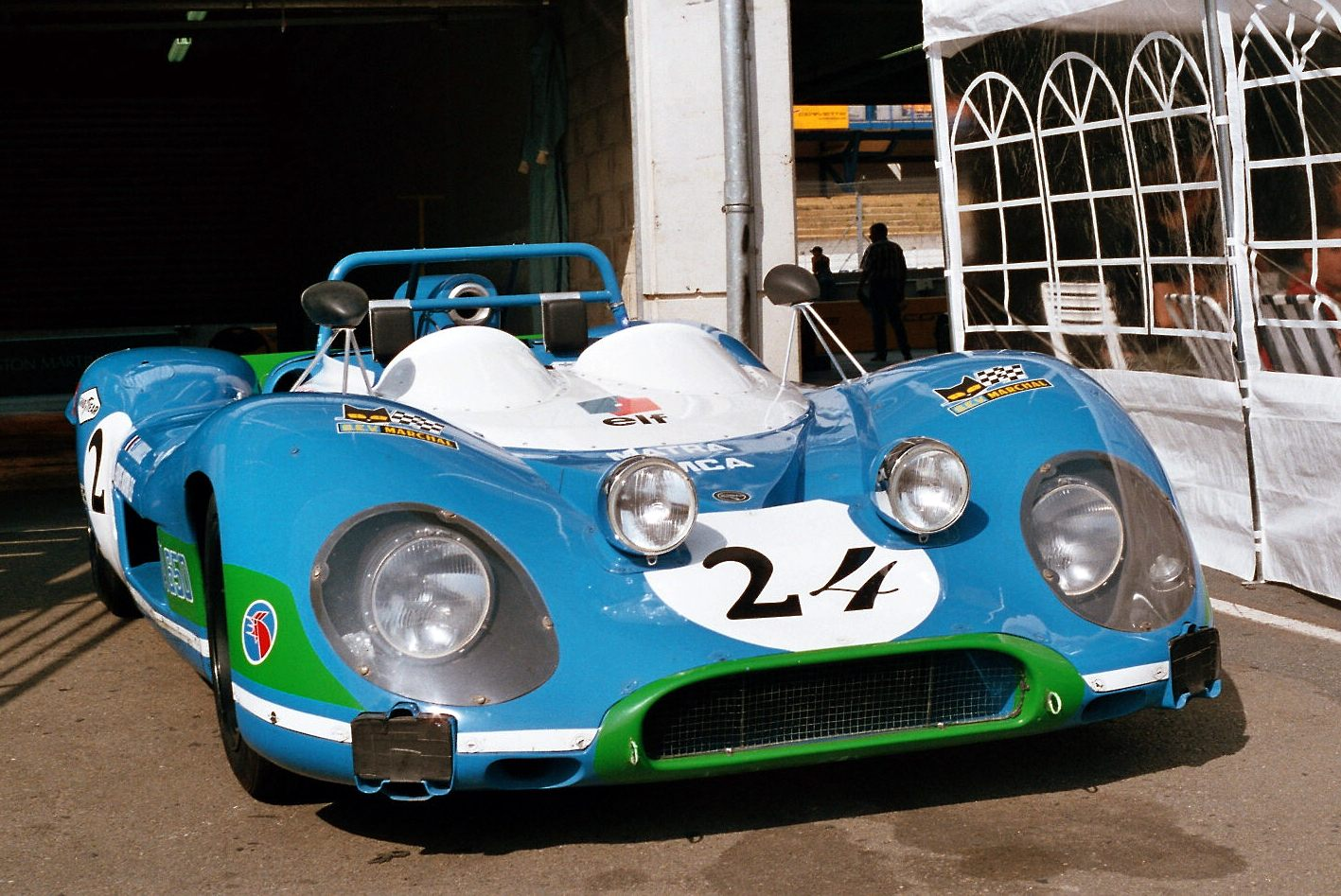
Vista frontale

Per la 24 Ore di Le Mans del 1969, la Matra progettò due nuove vetture, la MS640 e la MS650, che avrebbero dovuto affiancare le MS630 e MS630/650. Tali vetture rispettavano il regolamento del Gruppo 6, che prevedeva prototipi con cilindrata fino a 3000cm³, in contrapposizione alle Gruppo 4, vetture di 5000 cm³ per cui venivano richiesti almeno 25 esemplari. Durante un test privato, però, la MS640 venne distrutta in un incidente che quasi costò la vita al pilota Henri Pescarolo e non venne mai utilizzata in gara in quanto Jean-Luc Lagardère non acconsentì alla realizzazione di un altro esemplare, spingendo così il progettista Choulet a lasciare la Matra nell'ottobre 1969 per approdare alla Porsche
Il telaio della MS650 (a cui somigliava quello della MS640) era un tubolare in acciaio, mentre le sospensioni erano simili a quelle adottate dalle MS80 impiegata in Formula 1. La carrozzeria, di tipo barchetta, era in fibra di vetro. Rispetto alla MS630, il peso in ordine di marcia scese da 820 a 775 kg. Nonostante ciò, la vettura rimaneva fra le più pesanti della categoria, specialmente in confronto ai 680 kg della Ferrari 312 P e ai 650 kg della Porsche 908. Il motore MS9, già montato sulla precedente MS630, era un V12 da 2999cm³ che erogava 410 CV a 9800 giri. Potenza superiore ai 360 della Porsche e quasi alla pari dei 420 della Ferrari.
La MS650 venne costruita in soli tre esemplari, con numeri di telaio MS650-01, MS650-02 e MS650-03

## La storia agonistica

### La stagione 1969
La MS650 debuttò alla 24 Ore di Le Mans, terzultima gara della stagione. Affidata all'equipaggio formato da Piers Courage e Jean-Pierre Beltoise, si classificò quarta assoluta, ottenendo il secondo posto di categoria. Alla gara successiva, la 6 Ore di Watkins Glen, l'unica MS650 in gara, portata in gara dall'equipaggio Gavin/Rodríguez, arrivo al quarto posto dietro tre 908. Alla 1000 km di Zeltweg, ultima gara della stagione, la MS650 venne affidata ancora alla coppia Gavin/ Rodriguez. Partita dalla terza posizione, al 109º giro la vettura fu costretta al ritiro per un incidente. A fine stagione, la MS650 conquistò la vittoria alla 1000 km di Montlhéry, prova non valida per il mondiale sportprototipi.

### La stagione 1970

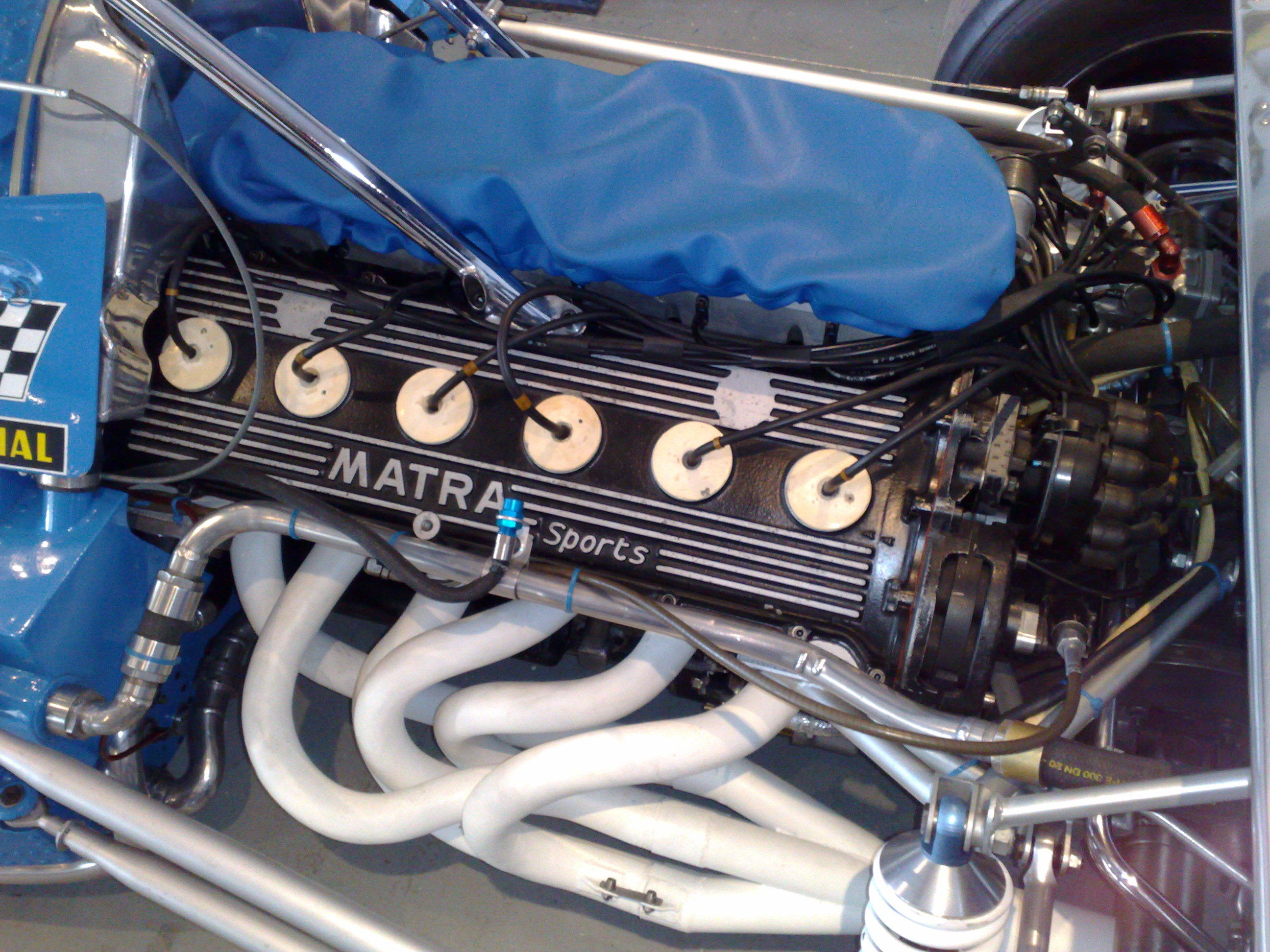
Il motore MS12, qui installato su una MS120 da Formula 1, adottato dalla MS650 nella stagione 1970

Per la nuova stagione, la MS650 venne equipaggiata col nuovo motore MS12, che erogava 430 CV a 10500 giri.
Ad inizio anno, la MS650 conquistò il primo posto alla 1000 km di Buenos Aires, altra gara non valida per il campionato. La prima gara ufficiale fu la 24 Ore di Daytona, dove la Matra schierò due MS650 affidate agli equipaggi Cervert/Brabham e Beltoise/Pescarolo. Le due vetture si classificarono rispettivamente al decimo e diciottesimo posto assoluto. Alla successiva 12 Ore di Sebring, le MS650 si classificarono quinta e dodicesima assoluta, rispettivamente con Pescarolo/Gauvin e Gurney/Cevert. Alla 1000 km di Brands Hatch, la MS650 guidata da Brabham e Beltoise concluse al dodicesimo posto, ottenendo comunque il terzo posto di categoria. La seconda, con equipaggio Pescarolo/Gavin, si ritirò al 161º giro per la rottura del motore.
Il 25 aprile, alla 1000 km di Monza, le due MS650 con al volante gli equipaggi Beltoise/Brabham e Pescarolo/Gavin si piazzarono rispettivamente al quinto e sesto posto assoluto, conquistando il primo e secondo posto di categoria. La Matra non partecipò alla gara successiva, la Targa Florio. Alla 1000 km di Spa la Matra schierò le nuove MS660 con telaio monoscocca. Le Matra non presero il via nemmeno alla 1000 km del Nürburgring. L'ultima gara a cui partecipò la MS650 fu la 24 Ore di Le Mans. Le due MS650, portate in gara dagli equipaggi Brabham/Cervert e Jabouille/Depailler, si ritirarono rispettivamente per un anomalo consumo d'olio e per la rottura del motore. Così pure la terza Matra in gara, una MS660, anch'essa ritirata per problemi al motore. La MS650 venne definitivamente sostituita dalla MS660.